# Ion Ansotegi
Ion Ansotegi Gorostola (Berriatua, 13 juli 1982) is een voormalig Spaans voetballer die bij voorkeur als centrale verdediger speelde bij SD Eibar en Real Sociedad. Na zijn voetballoopbaan werd hij assistent-trainer bij Real Sociedad.

## Clubcarrière
Ansotegi komt uit de jeugd van SD Eibar. Hij werd tijdens het seizoen 2002/03 uitgeleend aan Barakaldo CF. Hij speelde één wedstrijd voor Eibar en sloot zich in 2003 aan bij het tweede elftal van Real Sociedad. Hij debuteerde tijdens het seizoen 2005/06 voor Real Sociedad in de Primera División. In 2008 degradeerde de club naar de Segunda División, om twee jaar later terug naar het hoogste niveau te stijgen.
1 Greif ·
2 Morey ·
3 Lato ·
4 Van der Heyden ·
5 Mascarell ·
6 Copete ·
7 Muriqi ·
8 Morlanes ·
9 Prats ·
10 Darder ·
11 Asano ·
12 Costa ·
13 Román ·
14 Rodríguez ·
16 Fernández ·
17 Larin ·
18 Sánchez ·
19 Llabrés ·
20 Chiquinho ·
21 Raíllo  ·
22 Mojica ·
23 Maffeo ·
24 Valjent ·
25 Cuéllar ·
27 Navarro ·
33 Luna ·
Coach: Arrasate